# Daniel Rubio Sánchez
Daniel Rubio Sánchez était un architecte espagnol actif durant les premières décennies du XXe siècle. Il fut architecte de la ville d'Albacete entre 1910 et 1919, année où fut construite la Casa de Hortelano, aujourd'hui musée de la coutellerie d'Albacete. Dans cette ville il construisit le Grand Hôtel, l'Idéal Teatro, le kiosque du centre commercial et de nombreuses villas dans le Parque de Abelardo Sánchez (es).
À Malaga, Sánchez construisit le marché de Salamanque, la Villa Fernanda et l'immeuble de logements de la Sagata 5, entre autres. A Antequera il construisit le siège de la Caja de Ahorros de Antequera (es). Presque toutes ses œuvres sont de style historiciste régionaliste.